# Β-Pinène
Pour les articles homonymes, voir Pinène.
Le β-pinène, β-PN, est un monoterpène bicyclique. Son odeur est caractéristique de l'odeur du sapin. Le β-pinène est chiral, il se présente sous la forme de deux énantiomères. Le bêta-pinène a pour isomère l'alpha-pinène.
Le β-pinène est l'un des composés les plus abondants libérés par les conifères. Il est présent dans de nombreuses plantes, comme le cumin, le Romarin, le persil, le Basilic, l'Achillée millefeuille, la rose et l'essence de térébenthine, l'huile de Manuka. On le trouve également dans le Clausena anisata.
Il est connu pour ses propriétés antiseptiques. Le β-pinène présente une activité antivirale contre le virus de l'herpès simplex.
Il pourrait être un acteur dans le développement de traitements pour plusieurs maladies chroniques, notamment le diabète, l'obésité, l'athérosclérose et le cancer.